# 광주기아챔피언스필드
광주-기아 챔피언스 필드(Gwangju-Kia Champions Field)는 광주광역시 북구 임동에 있는 야구장이다. 원래 이 위치에는 광주무등경기장 주경기장이 있었으며, 2011년 11월 24일 기존 경기장을 철거한 후 2012년 2월 야구장 공사를 착공하여 2013년 12월에 지하 2층, 지상 5층, 관람석 22,244석, 최대 수용인원 27,000명 규모로 완공하였다.
2014년 3월 15일에 첫 시범경기 두산 베어스와 KIA 타이거즈 전이 진행되었고, 4월 1일에 첫 정규리그 NC 다이노스와 KIA 타이거즈 전이 진행되었다. 홈구단인 KIA 타이거즈에서 총 사업비 994억원 중 300억원을 부담하는 조건으로 광주구장의 관리권을 25년간 갖는다.
기아자동차 측에서 정한 이름은 원래는 '기아 챔피언스 필드 인 광주(Kia Champions Field in Gwangju)'였다. 광주광역시와 기아자동차가 맺은 협약에는 반드시 야구장 이름에 광주를 포함시켜야 한다는 조건이 있었고, 광주광역시와의 조율 과정에서 '광주-기아 챔피언스 필드'로 최종 결정되었다. 2014년부터 어린이 팬을 위한 이벤트의 일환으로, 여름에는 국내야구장 최초로 외야에 어린이 전용 미니풀장을 개설하고 있다.
외야 중앙에 35m × 15m 규모로 대형 전광판을 설치하였으며 전광판 아래쪽에는 아이들을 위한 놀이시설이 있다.

## 시설 보수 사항
- 2014년 : KIA 타이거즈 측이 60억원을 투자해 시설 개선을 실시, 광주-기아 챔피언스 필드 내·외벽과 지붕을 재도색하였으며 메인 출입구에 대형 사인물을 설치했다. 또한 관람에 방해가 예상되는 관람석 철제 난간을 강화 유리로 교체하고, 3층과 4층 사이 난간에 띠 전광판을 설치하였다. 이외에 리본보드 부착, 계단 스티킹, 팬존 설치, 유아 놀이방 확충, 익스테리어 및 인테리어 보강을 완료했다.
- 2015년 : 덕아웃 펜스 높이 보강, 개방형 불펜 공사, 스카이박스 고급화, 웰컴 게이트 설치 실시
- 2016년 : 전광판 아래쪽에 아이들을 위한 놀이시설을 신설하였으며 테이블석 확충, 백스톱석 고급화 등으로 인해 관중석이 22,244석에서 20,500석으로 소폭 감소했다. 또한 타이거즈 구단 우승 및 영구결번 기념물을 설치했다.
- 2017년 : 라커룸 리모델링 공사, 내야 관중석 그물 설치 기둥 일부를 와이어 형태로 변경, 빨강과 회색을 활용한 구장의 유기적인 색상 배치, 내-외야 연결부에 '챔피언스 펍'(음료 판매대) 설치, 테이블석 8개 신설, '비어 탭'(생맥주 판매 시설) 개설, 구장 내 KIA 타이거즈 새 BI 전면 적용
- 2018년 : 포수 후면 백스탑에 광고판 설치 및 구장 곳곳에 현대자동차그룹의 광고 설치
- 2019년 : '광주 기아타이거즈 야구 역사관' 운영 시작
- 2020년 : 개방형 불펜 펜스(MLB 남색 펜스)를 제외한 모든 펜스가 MLB 남색 펜스로 이제서야 교체되었다. (그 전에는 일반 국내용 녹색 펜스에 천막을 씌우는 형태로 했다.)

## 특이사항
- 홈 팀인 KIA 타이거즈는 3루 덕아웃, 원정팀들은 1루 덕아웃을 사용한다.
- 2014 한국야쿠르트 세븐 프로야구 올스타전, 퓨처스 올스타전을 개최하였다. ※ 그 해 퓨처스 올스타전은 우천으로 인하여 취소되어 진행되지 않았다.
- 2015년 하계 유니버시아드 야구 경기를 개최하였다.
- 한국장애인개발원으로부터 배리어 프리 건물 인증을 받았다.
- 우측 외야석 공간에 기아자동차 차량과 구조물을 놓아 해당 구역을 홈런존으로 운영하고 있다. 경기 중 선수가 차량 및 구조물을 직접 홈런으로 맞추었을 경우 해당 차량을 지급한다.

| 날짜             | 타자   | 소속팀       | 상대팀       | 상대팀 투수 | 경기                       | 차량   |
| ---------------- | ------ | ------------ | ------------ | ----------- | -------------------------- | ------ |
| 2014년 5월 27일  | 김재환 | 두산 베어스  | KIA 타이거즈 | 김태영      | 2014 KBO 리그              | K5     |
| 2015년 4월 9일   | 최희섭 | KIA 타이거즈 | NC 다이노스  | 찰리        | 2015 KBO 리그              | 쏘렌토 |
| 2017년 10월 26일 | 오재일 | 두산 베어스  | KIA 타이거즈 | 헥터        | 2017 KBO 한국시리즈(1차전) | 스팅어 |
| 2020년 5월 17일  | 터커   | KIA 타이거즈 | 두산 베어스  | 알칸타라    | 2020 KBO 리그              | 쏘렌토 |
| 2020년 8월 4일   | 김현수 | LG 트윈스    | KIA 타이거즈 | 이민우      | 2020 KBO 리그              | 쏘렌토 |

## 인사이드 더 파크 홈런
| 날짜           | 타자   | 소속팀       | 상대팀      | 상대팀 외야수 | 경기          |
| -------------- | ------ | ------------ | ----------- | ------------- | ------------- |
| 2019년 6월 5일 | 최형우 | KIA 타이거즈 | 두산 베어스 | 정수빈        | 2019 KBO 리그 |

## 실책 및 사고
- 2014년 4월 30일에 열린 SK 와이번스와 KIA 타이거즈와의 경기에서 7회초 SK 와이번스의 공격 때 1루측 관중석에서 만취한 관중이 난입해 해당 경기 1루심(박근영 심판)에게 폭력(헤드록)을 행사하는 사건이 일어났다. ※ 이 사건으로 인하여 KBO 리그에 비디오 판독 제도가 도입되는 도화선이 되었다.
- 2014년 5월 1일에 열린 SK 와이번스와 KIA 타이거즈와의 경기에서 SK 와이번스가 실책을 대거 8번이나 범했다. 그리고 이 날 KIA 타이거즈 1루측 관중석에서는 불이 났다.  ※ 이 날 SK 와이번스의 실책 기록(8번)은 KBO 리그 한 경기 최다 실책 기록이다.

## 주요 기록
※ 시범경기 때 나온 기록은 비공식이다.
| 기록                     | 날짜            | 선수     | 소속팀       | 상대팀       | 비고     |
| ------------------------ | --------------- | -------- | ------------ | ------------ | -------- |
| 첫 안타                  | 2014년 3월 15일 | 칸투     | 두산 베어스  | KIA 타이거즈 | 비공식   |
| 첫 안타                  | 2014년 4월 1일  | 박민우   | NC 다이노스  | KIA 타이거즈 | 정규시즌 |
| 첫 2루타                 | 2014년 3월 15일 | 허경민   | 두산 베어스  | KIA 타이거즈 | 비공식   |
| 첫 2루타                 | 2014년 4월 2일  | 나성범   | NC 다이노스  | KIA 타이거즈 | 정규시즌 |
| 첫 3루타                 | 2014년 3월 16일 | 정수빈   | 두산 베어스  | KIA 타이거즈 | 비공식   |
| 첫 3루타                 | 2014년 4월 1일  | 박민우   | NC 다이노스  | KIA 타이거즈 | 정규시즌 |
| 첫 삼진                  | 2014년 3월 15일 | 정수빈   | 두산 베어스  | KIA 타이거즈 | 비공식   |
| 첫 삼진                  | 2014년 4월 1일  | 김종호   | NC 다이노스  | KIA 타이거즈 | 정규시즌 |
| 첫 볼넷                  | 2014년 3월 15일 | 이대형   | KIA 타이거즈 | 두산 베어스  | 비공식   |
| 첫 볼넷                  | 2014년 4월 1일  | 이범호   | KIA 타이거즈 | NC 다이노스  | 정규시즌 |
| 첫 사구                  | 2014년 3월 15일 | 홍성흔   | 두산 베어스  | KIA 타이거즈 | 비공식   |
| 첫 사구                  | 2014년 4월 1일  | 김주찬   | KIA 타이거즈 | NC 다이노스  | 정규시즌 |
| 첫 도루                  | 2014년 3월 15일 | 정수빈   | 두산 베어스  | KIA 타이거즈 | 비공식   |
| 첫 도루                  | 2014년 4월 2일  | 이종욱   | NC 다이노스  | KIA 타이거즈 | 정규시즌 |
| 첫 병살타                | 2014년 3월 15일 | 최주환   | 두산 베어스  | KIA 타이거즈 | 비공식   |
| 첫 병살타                | 2014년 4월 2일  | 손시헌   | NC 다이노스  | KIA 타이거즈 | 정규시즌 |
| 첫 득점                  | 2014년 3월 15일 | 김재환   | 두산 베어스  | KIA 타이거즈 | 비공식   |
| 첫 득점                  | 2014년 4월 1일  | 이대형   | KIA 타이거즈 | NC 다이노스  | 정규시즌 |
| 첫 홈런                  | 2014년 3월 15일 | 김재환   | 두산 베어스  | KIA 타이거즈 | 비공식   |
| 첫 홈런                  | 2014년 4월 2일  | 나성범   | NC 다이노스  | KIA 타이거즈 | 정규시즌 |
| 첫 타점                  | 2014년 3월 15일 | 정수빈   | 두산 베어스  | KIA 타이거즈 | 비공식   |
| 첫 타점                  | 2014년 4월 2일  | 김태군   | NC 다이노스  | KIA 타이거즈 | 정규시즌 |
| 첫 결승타                | 2014년 3월 15일 | 양의지   | 두산 베어스  | KIA 타이거즈 | 비공식   |
| 첫 결승타                | 2014년 4월 2일  | 이종욱   | NC 다이노스  | KIA 타이거즈 | 정규시즌 |
| 첫 만루 홈런             | 2014년 5월 20일 | 이범호   | KIA 타이거즈 | LG 트윈스    | 정규시즌 |
| 첫 장외 홈런             | 2014년 5월 31일 | 테임즈   | NC 다이노스  | KIA 타이거즈 | 정규시즌 |
| 첫 인사이드 더 파크 홈런 | 2019년 6월 5일  | 최형우   | KIA 타이거즈 | 두산 베어스  | 정규시즌 |
| 첫 승리 투수             | 2014년 3월 15일 | 이현승   | 두산 베어스  | KIA 타이거즈 | 비공식   |
| 첫 승리 투수             | 2014년 4월 1일  | 양현종   | KIA 타이거즈 | NC 다이노스  | 정규시즌 |
| 첫 완봉승                | 2014년 8월 25일 | 앨버스   | 한화 이글스  | KIA 타이거즈 | 정규시즌 |
| 첫 패전 투수             | 2014년 3월 15일 | 어센시오 | KIA 타이거즈 | 두산 베어스  | 비공식   |
| 첫 패전 투수             | 2014년 4월 1일  | 손민한   | NC 다이노스  | KIA 타이거즈 | 정규시즌 |
| 첫 홀드 투수             | 2014년 3월 15일 | 오현택   | 두산 베어스  | KIA 타이거즈 | 비공식   |
| 첫 홀드 투수             | 2014년 4월 2일  | 손정욱   | NC 다이노스  | KIA 타이거즈 | 정규시즌 |
| 첫 세이브 투수           | 2014년 3월 15일 | 정재훈   | 두산 베어스  | KIA 타이거즈 | 비공식   |
| 첫 세이브 투수           | 2014년 4월 1일  | 어센시오 | KIA 타이거즈 | NC 다이노스  | 정규시즌 |

## 사진

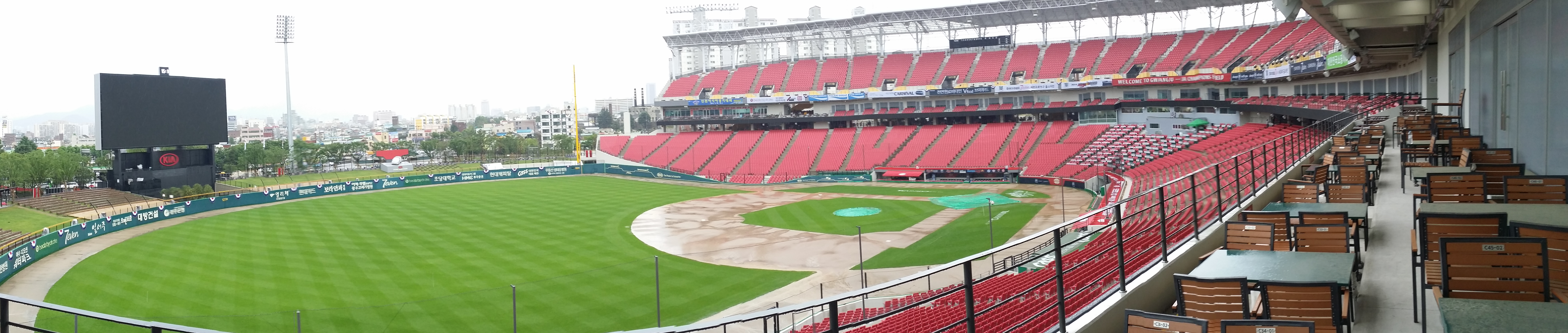
3루측 상단에서 바라본 경기장의 모습 (2014년)
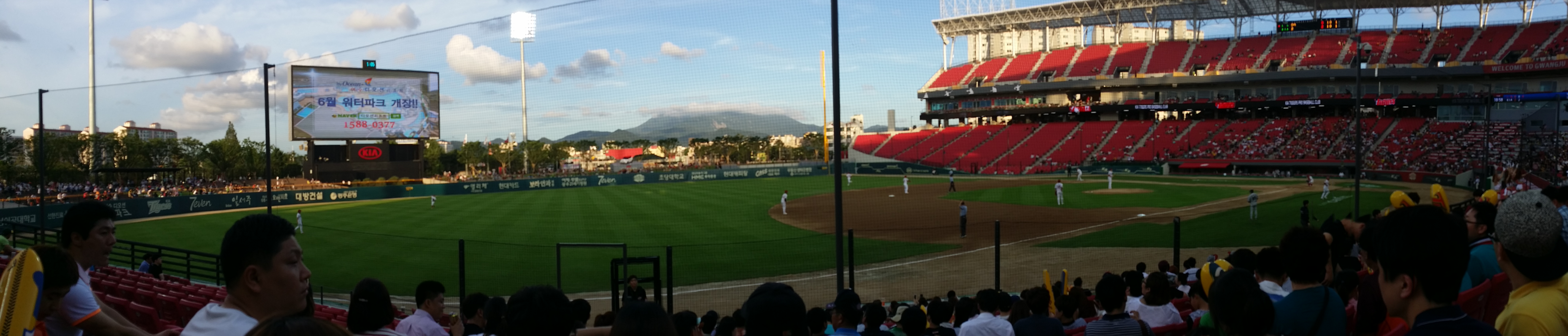
3루측 하단에서 바라본 경기장의 모습 (2014년)
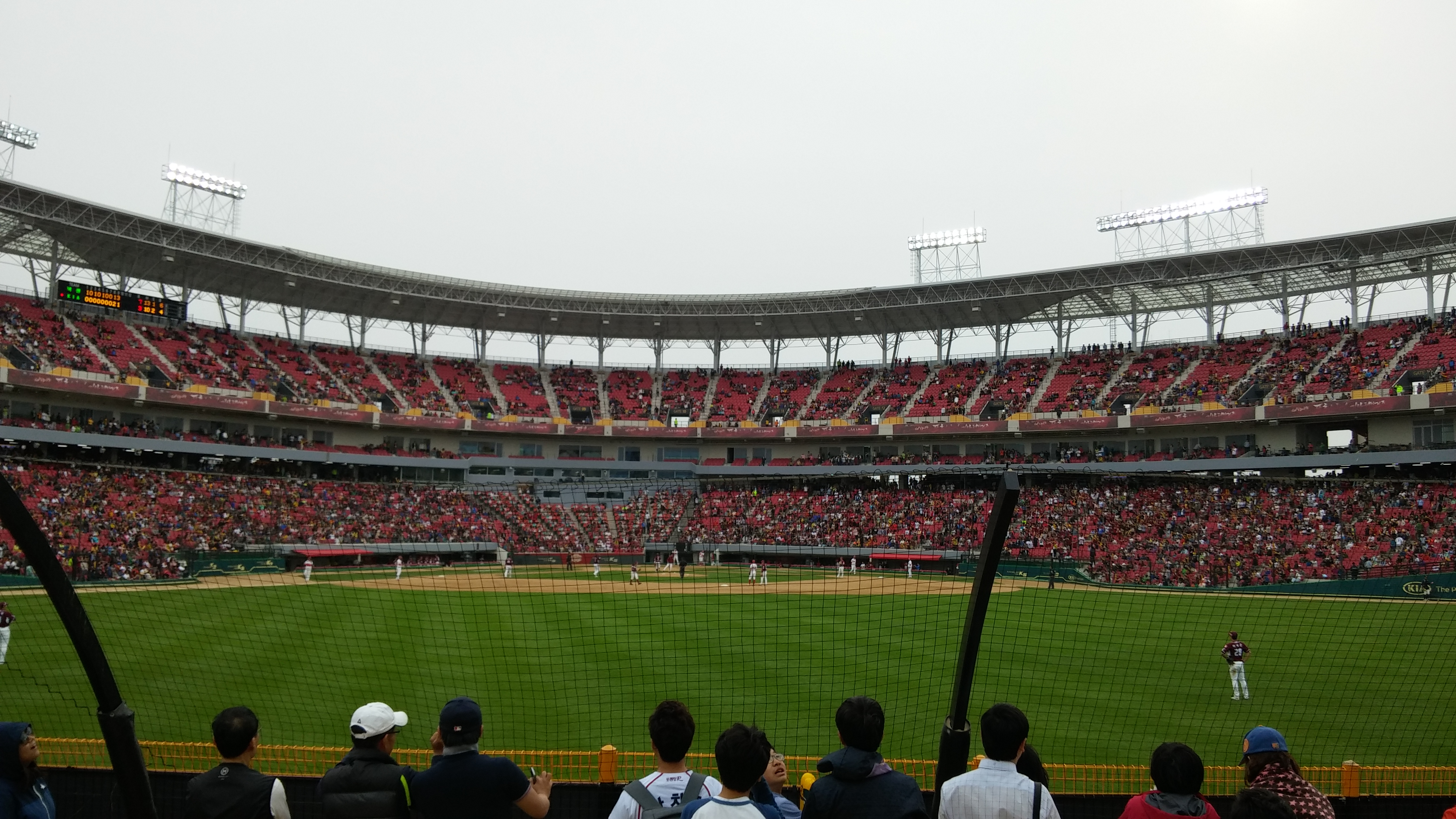
외야에서 바라본 경기장의 모습 (2014년)
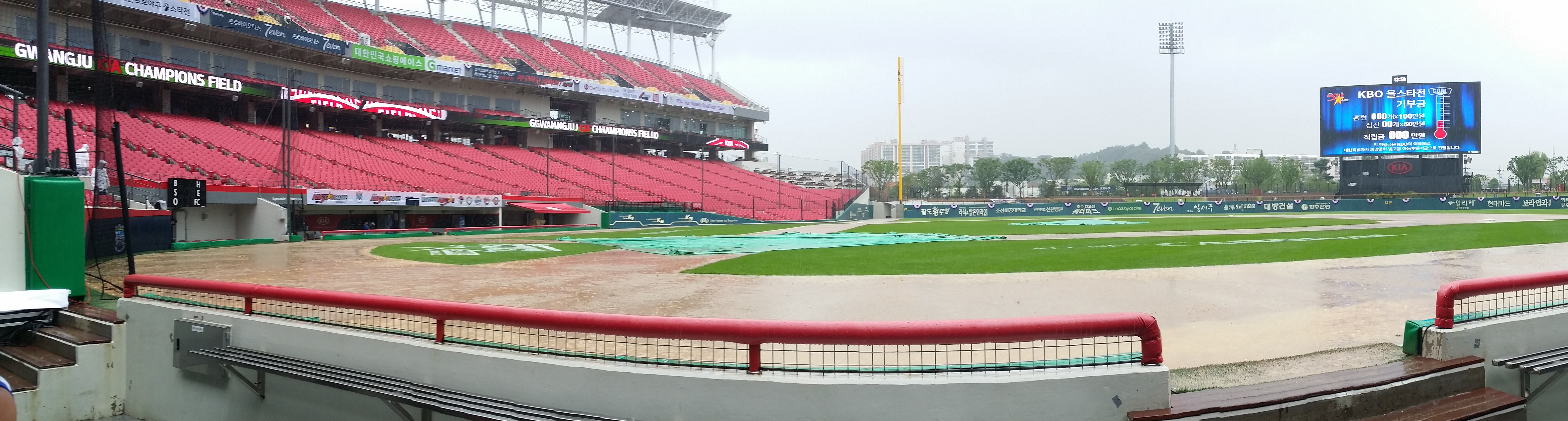
1루측 덕아웃에서 바라본 경기장의 모습 (2014년)

## 같이 보기
- 광주무등경기장 야구장